# Pedro Barriere
Pedro Barriere (* Kuba; † 18. Mai 1827 in Mejicanos) war vom 21. September 1821 bis 28. November 1821 Supremo Director der Provinz El Salvador in der Zentralamerikanischen Konföderation.

## Leben
Anfang des 19. Jahrhunderts war Pedro Barriere Beamter der Intendencia de San Salvador im kolonialen Neuspanien. Er wurde Letrado (Absolvent einer Universität, mit Rechtswissenschafts Habilitation) und Statthalter. Anfang 1821 löste er José María Peinado als Regidor der Intendencia de San Salvador ab. Er war der letzte Regidor der kolonialen Intendencia de San Salvador und der erste Supremo Director der Provinz El Salvador.
Manuel José Arce y Fagoaga fragte bei der Intendencia de San Salvador nach der Wahl eines Wirtschaftsbeirates für El Salvador an. Pedro Barriere verdächtigte Manuel José Arce y Fagoaga damit ein separatistisches Gremium schaffen zu wollen und ordnete die Verhaftung der Próceres (Mitglieder der frühen Unabhängigkeitsbewegung) Manuel José Arce y Fagoaga, Domingo Antonio de Lara, Juan Manuel Rodríguez, Manuel Castillo, Mariano Fagoaga an und ließ sie nach Guatemala deportieren. José Matías Delgado y de León war in der Junta Consultiva de Guatemala als politischer Leiter der Intendencia de San Salvador. Er ließ die Gefangenen in Santa Ana freilassen.
In der unabhängigen Zentralamerikanischen Konföderation stieg Pedro Barriere zum Oberst auf und starb in Diensten von Manuel José Arce y Fagoaga bei der Schlacht von Milingo.
| Vorgänger          | Amt                                                                     | Nachfolger                    |
| ------------------ | ----------------------------------------------------------------------- | ----------------------------- |
| José María Peinado | Staatschef der Provinz El Salvador 21. September 1821–28. November 1821 | José Matías Delgado y de León |

| Personendaten    | Personendaten                  |
| ---------------- | ------------------------------ |
| NAME             | Barriere, Pedro                |
| KURZBESCHREIBUNG | mittelamerikanischer Politiker |
| GEBURTSDATUM     | 18. Jahrhundert                |
| GEBURTSORT       | Kuba                           |
| STERBEDATUM      | 18. Mai 1827                   |
| STERBEORT        | Mejicanos                      |